# Theodor Kilian
Theodor Kilian (26. září 1894 v Ivančicích – 3. července 1978 v Třebíči) byl profesorem a ředitelem Obchodní akademie v Třebíči.

## Biografie
Theodor Kilian se narodil v roce 1894 v Ivančicích, jeho otcem byl rolník. Roku 1913 absolvoval učitelský ústav a začal pracovat jako učitel, ale hned roku 1914 narukoval do armády a během první světové války byl od roku 1915 vězněn v zajetí v Tomsku, kde se začal věnovat esperantu. Po skončení války odešel v roce 1920 přes Samaru zpět do Československa. Po návratu nastoupil pozici učitele měšťanské školy v Kounicích. V letech 1925 a 1926 zakládal Klub esperantistů v Ivančicích a také tamtéž uspořádal půlroční kurz esperanta.

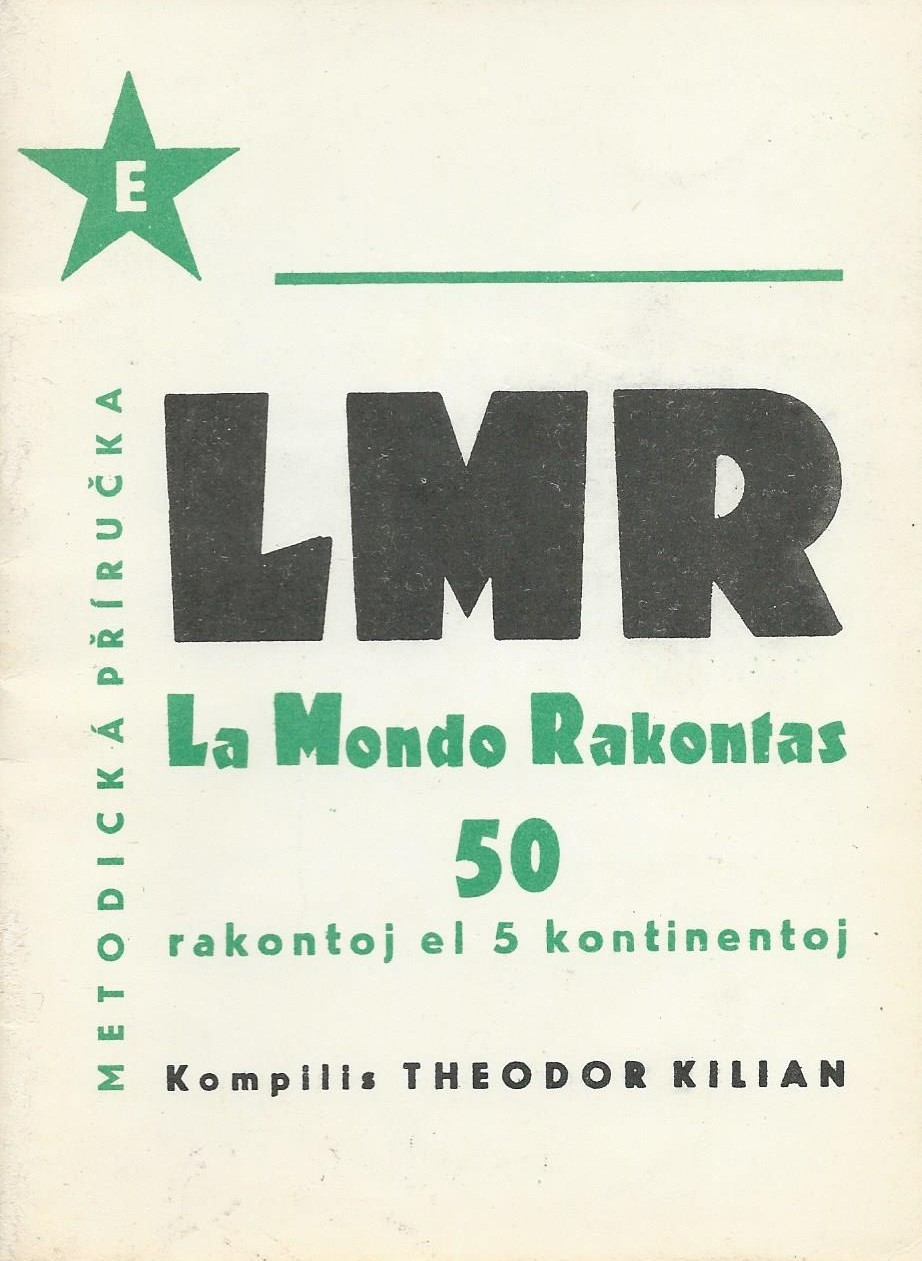
La Mondo Rakontas

Posléze odešel v roce 1928 do Třebíče, kde nastoupil na pozici profesora Obchodní akademie. V Třebíči se v roce 1929 také oženil. Během druhé světové války působil v odbojové skupině RE-VI a v květnu roku 1945 nastoupil do redakční rady novin Jiskra. Na obchodní akademii působil do roku 1952, kdy přešel na pozici ředitele zdravotní školy v Třebíči. V roce 1954 odešel do důchodu a následně se věnoval primárně rybaření.
Po smrti odkázal svůj dům a majetek Klubu esperantistů v Třebíči, v roce 1987 byla ulice, ve které dům stojí, přejmenována na ulici Esperantistů. Po druhé světové války obdržel Pamětní medaili druhého národního odboje.

## Dílo
Je autorem úspěšných učebnic a pomůcek pro výuku esperanta, jako jsou Cvičebnice esperanta, ABC, La MONDO RAKONTAS a Slovníček 808. Ve 30. letech stál u zrodu esperantského vysílání brněnského rozhlasu, kde vedl tři rozhlasové kurzy esperanta pro Čechy a přednášel v esperantu o Československu pro zahraniční posluchače. Je také a autorem dílka Esperanto a jeho tvůrce.
Jeho hlavním dílem je překlad Čapkovy hry Bílá nemoc (LA BLANKA MALSANO), která byla také vysílána v rozhlase.
Theodor Kilián požádal své přátele, roztroušené po celém světě, aby mu posílali své národní pohádky, přeložené do mezinárodního jazyka esperanto. Tyto pohádky pak vydal v útlé knížce s názvem LMR – La Mondo Rakontas 50 (Svět vypráví).